# 普莱讷蒙
普莱讷蒙（法語：Plainemont，法語發音：[plɛnmɔ̃]）是法国上索恩省的一个市镇，属于吕尔区。

## 地理
普莱讷蒙（47°51'12"N, 6°13'5"E）面积3.3 平方千米，位于法国勃艮第-弗朗什-孔泰大區上索恩省，该省份为法国东部内陆省份，北起顺时针与孚日省、贝尔福地区省、杜省、汝拉省、科多尔省和上马恩省接壤。
与普莱讷蒙接壤的市镇（或旧市镇、城区）包括：昂热、安韦勒、布里欧库尔、朗泰讷河畔孔夫朗、当皮埃尔莱孔夫朗、拉皮瑟尔。

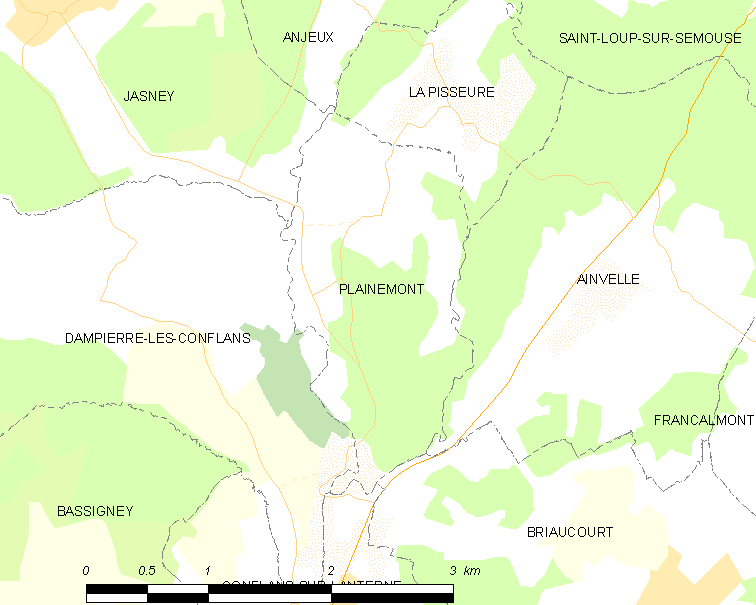
普莱讷蒙的OSM定位图

普莱讷蒙的时区为UTC+01:00、UTC+02:00（夏令时）。

## 行政
普莱讷蒙的邮政编码为70800，INSEE市镇编码为70412。

## 政治
普莱讷蒙所属的省级选区为索恩港县。

## 人口

1962-2008年间普莱讷蒙人口变化图示

普莱讷蒙于2022年1月1日时的人口数量为66人。